# Färholmen (Kalixälven)
Färholmen is een onbewoond eiland in de Zweedse Kalixälven. Het eiland heeft geen oeververbinding. Het heeft een oppervlakte van ongeveer 9 hectare. Het ligt midden in de hier ongeveer 500 meter brede rivier. Op het eiland liggen meertjes.